# Hikaru Fukuda
Hikaru Fukuda (japanisch 福田 光, Fukuda Hikaru; * 4. Februar 1999 in Sapporo, Präfektur Hokkaidō) ist eine japanische Biathletin und vormalige Skilangläuferin, die seit 2022 im Biathlon-Weltcup startet.

## Sportliche Laufbahn
Hikaru Fukuda gab ihr internationales Debüt im Dezember 2014 im Skilanglauf-Far-East-Cup und startete in dieser Sportart bis Anfang 2017 nahezu ausschließlich auf dieser Ebene, als bestes Resultat kam dabei ein 15. Rang bei einem Sprint in Sapporo zustande. Ausnahmen stellten vier FIS-Rennen sowie die Teilnahme an den japanischen Meisterschaften in den Jahren 2015 und 2016 dar, wobei die Japanerin auch hier keine Rolle um vordere Platzierungen spielte.
Zur Saison 2017/18 wechselte Fukuda zum Biathlonsport und nahm im Verlauf des Winters an den Juniorenweltmeisterschaften sowie am IBU-Junior-Cup teil. Im November 2020 gab sie in Sjusjøen ihr Debüt im IBU-Cup, kam aber weder in jener Saison, noch 2020 oder 2021 in die Nähe der Punkteränge. Im Januar 2022 startete die Japanerin in Oberhof erstmals im Weltcup, kam aber nach sieben Fehlern im Sprint nicht über Rang 102 hinaus. In der Folgesaison war sie daraufhin regulärer Teil der Nationalmannschaft und erzielte mehrere Ergebnisse unter den besten 90, als stärkstes Resultat erreichte sie bei den Weltmeisterschaften Rang 81 im Einzel. Im Winter 2023/24 lief Fukuda zunächst im IBU-Cup und nach zwei Top-60-Platzierungen auch wieder auf der höchsten Ebene, weiterhin nahm sie an der WM teil und belegte die Ränge 86 und 93 in Einzel und Sprint. In der Folgesaison lief sie nur im ersten Trimester einige IBU-Cup-Rennen, im Februar 2025 nahm sie zudem an den Asienspielen teil und wurde 15. im Sprint sowie Vierte mit der Staffel.

## Persönliches
Fukuda gehört wie alle japanischen Biathleten dem Militär an und lebt in ihrer Geburtsstadt Sapporo.

## Statistiken

### Weltcupplatzierungen
Die Tabelle zeigt alle Platzierungen (je nach Austragungsjahr einschließlich Olympische Spiele und Weltmeisterschaften).
- 1.–3. Platz: Anzahl der Podiumsplatzierungen
- Top 10: Anzahl der Platzierungen unter den ersten zehn (einschließlich Podium)
- Punkteränge: Anzahl der Platzierungen innerhalb der Punkteränge (einschließlich Podium und Top 10)
- Starts: Anzahl gelaufener Rennen in der jeweiligen Disziplin
- Staffel: inklusive Mixed- und Single-Mixed-Staffeln

| Platzierung               | Einzel | Sprint | Verfolgung | Massenstart | Staffel | Gesamt |
| ------------------------- | ------ | ------ | ---------- | ----------- | ------- | ------ |
| 1. Platz                  |        |        |            |             |         |        |
| 2. Platz                  |        |        |            |             |         |        |
| 3. Platz                  |        |        |            |             |         |        |
| Top 10                    |        |        |            |             |         |        |
| Punkteränge               |        |        |            |             | 2       | 2      |
| Starts                    | 4      | 10     |            |             | 2       | 16     |
| Stand: Saisonende 2023/24 |        |        |            |             |         |        |

### Biathlon-Weltmeisterschaften

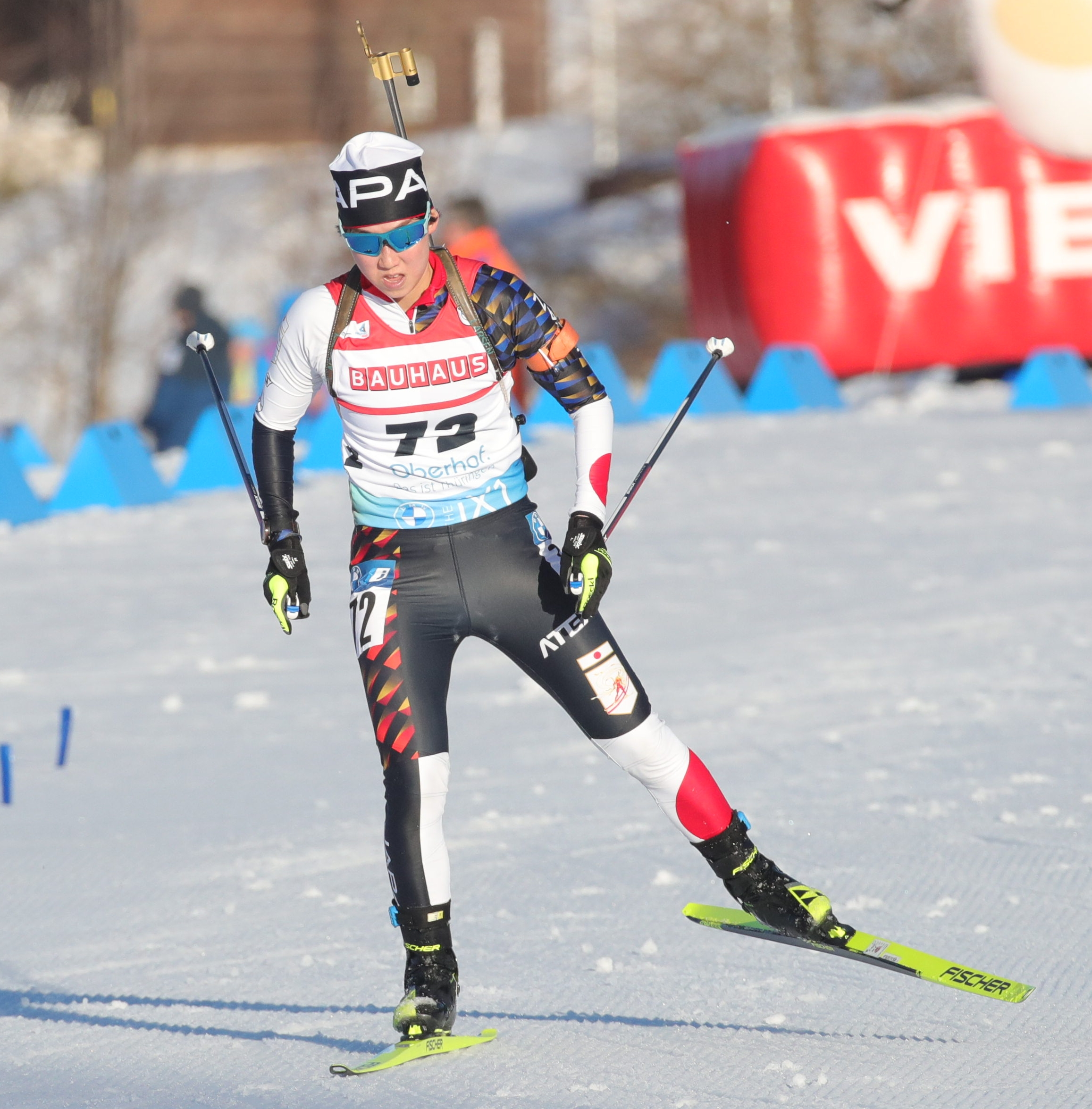
Fukuda während des Einzelwettkampfes bei der WM 2023

Ergebnisse bei den Weltmeisterschaften:
| Weltmeisterschaften | Weltmeisterschaften | Einzelwettbewerbe | Einzelwettbewerbe | Einzelwettbewerbe | Einzelwettbewerbe | Staffelwettbewerbe | Staffelwettbewerbe | Staffelwettbewerbe |
| Jahr                | Ort                 | Einzel            | Sprint            | Verfolgung        | Massenstart       | Damenstaffel       | Mixedstaffel       | S.-M.-Staffel      |
| ------------------- | ------------------- | ----------------- | ----------------- | ----------------- | ----------------- | ------------------ | ------------------ | ------------------ |
| 2023                | Oberhof             | 81.               | –                 | –                 | –                 | 16.                | –                  | –                  |
| 2024                | Nové Město          | 86.               | 93.               | –                 | –                 | –                  | 24.                | –                  |

### Juniorenweltmeisterschaften
Ergebnisse bei den Juniorenweltmeisterschaften:
| Weltmeisterschaften | Weltmeisterschaften | Einzelwettbewerbe | Einzelwettbewerbe | Einzelwettbewerbe | Damenstaffel |
| Jahr                | Ort                 | Einzel            | Sprint            | Verfolgung        | Damenstaffel |
| ------------------- | ------------------- | ----------------- | ----------------- | ----------------- | ------------ |
| 2018                | Otepää              | 78.               | 81.               | –                 | 16.          |
| 2019                | Osrblie             | 60.               | 60.               | 54.               | 18.          |
| 2022                | Lenzerheide         | 64.               | 63.               | –                 | –            |
| 2021                | Obertilliach        | 84.               | 38.               | 45.               | –            |